# Księżopole-Jałmużny
Księżopole-Jałmużny (prononciation : [kɕɛ̃ʂˈopɔlɛ jau̯ˈmuʐnɨ]) est un village polonais de la gmina de Mokobody dans le powiat de Siedlce de la voïvodie de Mazovie dans le centre-est de la Pologne.
Il se situe à environ 21 kilomètres au nord-ouest de Siedlce (siège du powiat) et à 77 kilomètres à l'est de Varsovie (capitale de la Pologne).
Le village comptait approximativement une population de 95 habitants en 2010.

## Histoire
De 1975 à 1998, le village appartenait administrativement à la voïvodie de Siedlce.

Depuis 1999, il appartient administrativement à la voïvodie de Mazovie